# Scinax villasboasi
Scinax villasboasi é uma espécie de anfíbio da família Hylidae. Endêmica do Brasil, pode ser encontrada no município de Novo Progresso, no estado do Pará.